# Newton Ferrers
Newton Ferrers är en by i civil parish Newton and Noss, i distriktet South Hams, i grevskapet Devon i England. Byn är belägen 57,8 km från Exeter. Orten har 1 263 invånare (2015). Newton Ferrers var en civil parish fram till 1935 när blev den en del av Newton and Noss och Yealmpton. Civil parish hade 884 invånare år 1931. Byn nämndes i Domedagsboken (Domesday Book) år 1086, och kallades då Niwetone/Niwetona.